# Guignardia chondri
Guignardia chondri är en svampart som först beskrevs av H.L. Jones, och fick sitt nu gällande namn av Estee 1936. Guignardia chondri ingår i släktet Guignardia och familjen Botryosphaeriaceae.   Inga underarter finns listade i Catalogue of Life.